# 贡山贝母兰
贡山贝母兰（学名：Coelogyne gongshanensis）为兰科贝母兰属下的一个种。其种加词“gongshanensis”意为“云南贡山的”。